# 74P/Smirnova-Chernykh
74P/Smirnova-Chernykh ist ein periodischer Komet in unserem Sonnensystem. Er wurde Ende März 1975 von Tamara Michailowna Smirnowa und Nikolai Stepanowitsch Tschernych am Krim-Observatorium entdeckt. Auf Bildern seiner Entdeckung hatte der Komet eine scheinbare Helligkeit von circa 15. Im Jahr der Entdeckung, kam der Komet am 6. August 1975 an sein Perihel.
Der Komet wurde im Jahr 1967 fotografiert, wurde jedoch als ein Asteroid identifiziert und die Bezeichnung 1967 EU zugeordnet.
Der Komet wird auf etwa 4,46 km im Durchmesser geschätzt, und hat derzeit eine Umlaufbahn vollständig innerhalb der Umlaufbahn des Jupiters.